# Hernán García Simón
Hernán Martín García Simón (Buenos Aires, 11 de enero de 1965) es un exjugador argentino de rugby que se desempeñaba como centro.

## Selección nacional
Fue convocado a los Pumas por primera vez en octubre de 1990 para enfrentar al XV del Trébol y jugó con ellos hasta su última convocatoria en julio de 1992 frente a Les Bleus. En total jugó siete partidos y marcó un try (cuatro puntos de aquel entonces).

### Participaciones en Copas del Mundo
García Simón solo disputó una Copa del Mundo: Inglaterra 1991 donde jugó todos los partidos como titular y les marcó un try a los Dragones rojos, este fue el único que hizo en la selección.
| Mundial                       | Sede       | Resultado    | PJ | Tries |
| ----------------------------- | ---------- | ------------ | -- | ----- |
| Copa Mundial de Rugby de 1991 | Inglaterra | Primera fase | 3  | 1     |